# 瞳の中の愛
「瞳の中の愛」（原題： I Saw the Light）は、トッド・ラングレンの楽曲。
1972年2月26日にシングルA面曲として発表される。B面は「マーリン（Marlene）」。同年2月発売のダブル・アルバム『Something/Anything?』の1曲目に収録された。
同年6月10日から6月24日にかけて3週連続でビルボード・Hot 100の16位を記録した。また、ビルボードのイージーリスニング・チャートで12位を記録。ビルボードの1972年の年間チャートは88位を記録した。イギリスは36位、カナダは15位、オーストラリアは21位。
ラングレンはすべての楽器を演奏し、コーラスも自分で行っている。

## カバー・バージョン
- ザ・ニュー・シーカーズ - 1972年のアルバム『Circles』に収録。
- サミュエル・ホイ - 1977年のアルバム『Came Travelling』に収録。
- 高橋幸宏 - 1985年のアルバム『Once A Fool,...』に収録。
- 村松邦男 - 1985年のアルバム『ANIMALS』に収録。
- ロリ・カーソン - 1997年のアルバム『Everything I Touch Runs Wild』に収録。
- ケイコ・リー - 1998年のアルバム『イフ・イッツ・ラヴ』に収録。
- 米倉千尋 - 2002年のシングル「Bridge」に収録。
- 畠山美由紀 - 2004年のライブ・アルバム『LIVE AT GLORIA CHAPEL -The Great American Songbook-』に収録。
- ティーンエイジ・ファンクラブ - 2005年のEP「Scotland On Sunday」に収録。
- 石田ショーキチ - 2007年のアルバム『love your life』に収録。
- 高野寛 - 2011年のアルバム『カメレオン・ポップ』に収録。高野は自ら書いた日本語詞でカバーした。
- ジェイソン・シュワルツマン、ラシダ・ジョーンズ、マーヤ・ルドルフ、デヴィッド・ヨハンセン、ビル・マーレイ - 2015年12月にネットフリックスから配信された映画『A Very Murray Christmas』の中で歌われた。